# Rue Louis Marcx
La rue Louis Marcx est une rue bruxelloise de la commune d'Auderghem qui relie la rue Édouard Henrard et la rue Gustave Jean Leclercq sur une longueur de 110 mètres.

## Historique et description
Le 6 décembre 1957, alors que la rue était encore en construction, cette rue fut baptisée du nom d'une victime de guerre[réf. nécessaire]. La rue s'insère dans le quartier Lebon.
- Premier permis de bâtir attribué le 4 novembre 1959 pour le n° 3.

## Situation et accès
| ___ | Ce site est desservi par la station de métro : Hankar. |